# Ніколь Кріз
Ніколь Кріз (англ. Nicole Kriz; нар. 13 грудня 1983) — колишня австралійська тенісистка.
Найвищу одиночну позицію світового рейтингу — 332 місце досягла 4 серпня 2008, парну — 104 місце — 9 липня 2007 року.
Здобула 2 одиночні та 23 парні титули туру ITF.
Завершила кар'єру 2010 року.

## Фінали турнірів WTA

### Парний розряд: 1 (поразка)
| Легенда                       |
| ----------------------------- |
| Турніри Великого шолома       |
| Premier Mandatory & Premier 5 |
| Premier                       |
| International                 |

| Фінали за покриттям |
| ------------------- |
| Тверде (0–1)        |
| Ґрунт (0–0)         |
| Трава (0–0)         |
| Килим (0–0)         |

| Результат | Дата            | Рівень        | Турнір                                 | Покриття | Партнерка       | Суперниці                  | Рахунок  |
| --------- | --------------- | ------------- | -------------------------------------- | -------- | --------------- | -------------------------- | -------- |
| Поразка   | 27 вересня 2009 | International | Hansol Korea Open 2009, Південна Корея | Тверде   | Карлі Галліксон | Латіша Чжань Абігейл Спірс | 3–6, 4–6 |

## Фінали ITF
| турніри $100,000 |
| турніри $75,000  |
| турніри $50,000  |
| турніри $25,000  |
| турніри $10,000  |

### Одиночний розряд: 3 (2–1)
| Результат | Ранг | Дата            | Турнір               | Покриття | Суперниця       | Рахунок            |
| --------- | ---- | --------------- | -------------------- | -------- | --------------- | ------------------ |
| Поразка   | 1.   | 23 вересня 2001 | ITF Ібаракі, Японія  | Тверде   | Саманта Стосур  | 0–6, 1–6           |
| Перемога  | 1.   | 10 серпня 2003  | ITF Ребек, Бельгія   | Ґрунт    | Даниця Крстаїч  | 3–6, 6–0, 6–1      |
| Перемога  | 2.   | 17 лютого 2008  | ITF Беррі, Австралія | Трава    | Марина Еракович | 6–4, 4–6, 7–6(7–3) |

### Парний розряд: 35 (23–12)
| Результат | Ранг | Дата              | Турнір                        | Покриття | Партнерка             | Суперниці                              | Рахунок               |
| --------- | ---- | ----------------- | ----------------------------- | -------- | --------------------- | -------------------------------------- | --------------------- |
| Перемога  | 1.   | 18 вересня 2000   | ITF Гринвілл, США             | Ґрунт    | Євгенія Субботіна     | Крісті Блумберґ Елізабет Шмідт         | 6–2, 6–2              |
| Перемога  | 2.   | 25 вересня 2000   | ITF Ролі, США                 | Ґрунт    | Євгенія Субботіна     | Anne Plessinger Джакелін Трейл         | 7–5, 6–1              |
| Поразка   | 1.   | 3 лютого 2002     | ITF Веллінгтон, Нова Зеландія | Тверде   | Сара Стоун            | Чжань Цзіньвей Чжуан Цзяжун            | 6–4, 6–7(3–7), 2–6    |
| Перемога  | 3.   | 11 березня 2002   | ITF Беналла, Австралія        | Трава    | Сара Стоун            | Кейсі Деллаква Свеня Вайдеманн         | 7–5, 6–1              |
| Перемога  | 4.   | 23 березня 2002   | ITF Бендіго, Австралія        | Трава    | Сара Стоун            | Рошелл Розенфілд Мадіта Суер           | 3–6, 7–5, 6–3         |
| Перемога  | 5.   | 4 серпня 2002     | ITF Дублін, Ірландія          | Трава    | Анна Говкінс          | Rebecca Rankin Вишня Вулетич           | 6–2, 7–5              |
| Перемога  | 6.   | 25 серпня 2002    | ITF Вестенде, Бельгія         | Ґрунт    | Леслі Буткевіч        | Валерія Бондаренко Кдіта Ляховічюте    | 6–1, 7–6(7–4)         |
| Поразка   | 2.   | 21 вересня 2003   | ITF Сандерленд, Англія        | Тверде   | Кім Кілсдонк          | Клер Каррен Гелена Еєсон               | 2–6, 1–6              |
| Перемога  | 7.   | 28 вересня 2003   | ITF Глазго, Шотландія         | Тверде   | Кім Кілсдонк          | Ліенн Бейкер Франческа Любіані         | 7–5, 6–2              |
| Поразка   | 3.   | 3 лютого 2004     | ITF Веллінгтон, Нова Зеландія | Трава    | Емілі Г'юсон          | Шеллі Стефенс Крістен ван Елден        | 1–6, 6–3, 3–6         |
| Поразка   | 4.   | 21 березня 2004   | ITF Ярравонґа, Австралія      | Трава    | Емілі Г'юсон          | Беті Секуловскі Сінді Вотсон           | 3–6, 6–4, 4–6         |
| Перемога  | 8.   | 28 березня 2004   | ITF Ярравонґа, Австралія      | Трава    | Емілі Г'юсон          | Мірейлл Діттманн Крістен ван Елден     | 6–3, 6–2              |
| Поразка   | 5.   | 9 травня 2004     | ITF Фукуока, Японія           | Килим    | Монік Адамчак         | Фудзівара Ріка Обата Саорі             | 2–6, 4–6              |
| Поразка   | 6.   | 17 жовтня 2004    | ITF Маккай, Австралія         | Тверде   | Монік Адамчак         | Даніелла Джефлі Еві Домінікович        | w/o                   |
| Поразка   | 7.   | 20 березня 2005   | ITF Ярравонґа, Австралія      | Трава    | Емілі Г'юсон          | Лара Пікон Юлія Єфремова               | 4–6, 3–6              |
| Поразка   | 8.   | 17 березня 2006   | ITF Канберра, Австралія       | Ґрунт    | Ліенн Бейкер          | Монік Адамчак Крістіна Горіатопулос    | 6–7, 1–6              |
| Перемога  | 9.   | 25 червня 2006    | ITF Форт-Верт, США            | Тверде   | Крістіна Фусано       | Марія-Вікторія Доміна Сторі Твіді-Єйтс | 2–6, 6–4, 6–1         |
| Перемога  | 10.  | 23 липня 2006     | ITF Гамільтон, Канада         | Ґрунт    | Сторі Твіді-Єйтс      | Соледад Есперон Александра Возняк      | 6–4, 6–1              |
| Перемога  | 11.  | 6 серпня 2006     | ITF Ванкувер, Канада          | Тверде   | Сторі Твіді-Єйтс      | Дженніфер Меґлі Кортні Негл            | 7–5, 6–3              |
| Перемога  | 12.  | 8 жовтня 2006     | ITF Трой, США                 | Тверде   | Ліенн Бейкер          | Шанелль Схеперс Нега Уберой            | 6–7(1–7), 7–5, 6–3    |
| Перемога  | 13.  | 29 жовтня 2006    | ITF Огаста, США               | Тверде   | Ліенн Бейкер          | Шанелль Схеперс Нега Уберой            | 7–6(7–3), 6–1         |
| Поразка   | 9.   | 19 листопада 2006 | ITF Порт-Пірі, Австралія      | Тверде   | Крістіна Горіатопулос | Наталі Грандін Ракел Атаво             | 2–6, 1–6              |
| Перемога  | 14.  | 7 квітня 2007     | ITF Пелам, США                | Ґрунт    | Карлі Галліксон       | Міхаела Паштікова Гана Шромова         | 6–2, 2–6, 6–0         |
| Поразка   | 10.  | 13 травня 2007    | ITF Катанія, Італія           | Ґрунт    | Ліенн Бейкер          | Деббріх Фейс Дар'я Кустова             | 4–6, 4–6              |
| Перемога  | 15.  | 7 лютого 2008     | ITF Мілдьюра, Австралія       | Трава    | Марина Еракович       | Монік Адамчак Крістіна Вілер           | 6–4, 6–4              |
| Перемога  | 16.  | 17 лютого 2008    | ITF Беррі, Австралія          | Трава    | Марина Еракович       | Шеннон Голдс Емелін Старр              | 2–6, 7–6(7–4), [10–3] |
| Перемога  | 17.  | 13 липня 2008     | ITF Аллентаун, США            | Тверде   | Карлі Галліксон       | Чжань Цзіньвей Наталі Грандін          | 6–2, 6–3              |
| Перемога  | 18.  | 2 серпня 2008     | ITF Ванкувер, Канада          | Тверде   | Карлі Галліксон       | Крістіна Фусано Намігата Дзюнрі        | 6–7(4–7), 6–1, [10–5] |
| Перемога  | 19.  | 3 травня 2009     | ITF Шарлотсвілл, США          | Ґрунт    | Карлі Галліксон       | Анджела Гейнс Аліна Жидкова            | 7–5, 3–6, [10–7]      |
| Поразка   | 11.  | 18 липня 2009     | ITF Карсон, США               | Тверде   | Монік Адамчак         | Лора Гренвілл Різа Заламеда            | 3–6, 4–6              |
| Перемога  | 20.  | 24 липня 2009     | ITF Харків, Україна           | Ґрунт    | Монік Адамчак         | Христина Антонійчук Ірина Бурячок      | 6–3, 7–6(7–4)         |
| Перемога  | 21.  | 14 серпня 2009    | ITF Коксейде, Бельгія         | Ґрунт    | Шеннон Голдс          | Юганна Ларссон Анна Сміт               | 7–6(7–3), 6–2         |
| Перемога  | 22.  | 18 вересня 2009   | ITF Дарвін, Австралія         | Ґрунт    | Алісія Молік          | Тайра Келдервуд Олівія Роговська       | 6–3, 6–4              |
| Перемога  | 23.  | 3 жовтня 2009     | ITF Хаманако, Японія          | Килим    | Карлі Галліксон       | Басукі Яюк Хванг І-Хсюань              | 4–6, 7–6(7–2), [10–5] |
| Поразка   | 12.  | 3 квітня 2010     | ITF Пелам, США                | Ґрунт    | Чжань Цзіньвей        | Меллорі Сесіл Джеймі Гемптон           | 4–6, 3–6              |